# Scinax agilis
A Scinax agilis a kétéltűek (Amphibia) osztályának békák (Anura) rendjébe és a levelibéka-félék (Hylidae) családjába tartozó faj.

## Előfordulása
A faj Brazília endemikus faja. Természetes élőhelye a szubtrópusi vagy trópusi nedves hegyvidéki erdők, szubtrópusi vagy trópusi nedves bozótosok, időszakos édesvizű mocsarak, lepusztult erdők. A fajt élőhelyének elvesztése fenyegeti.